# 원플러스
원플러스(Oneplus)은 2013년 12월에 설립된 중화인민공화국의 휴대 전화 제조및 판매기업이자 BBK 일렉트로닉스의 스마트폰 브랜드이다.
2013년 중화인민공화국 BBK그룹의 계열사인 오포(OPPO)에서 독립한 회사다. 성능은 약간 뒤처지지만 가격 면에서 합리적인 '플래그십 킬러' 전략을 내세우고 있다. 원플러스의 2019년 세계 스마트폰 시장 점유율은 2% 남짓이다. 하지만 인도 시장에선 이미 프리미엄폰 시장의 ‘빅3’ 반열에 올랐다.

## 역사
원플러스는 2013년 12월 16일 전 오포의 부사장 Pete Lau와 칼 페이에 의해 설립되었다.

## 출시한 스마트폰
플래그십 모델
- 원플러스원
- 원플러스 2
- 원플러스 3
- 원플러스 3T
- 원플러스 5
- 원플러스 5T
- 원플러스 6
- 원플러스 6T

리미티드 에디션으로 2018년 12월
맥라렌에디션이 출시되었다.
맥라렌의 시그니처 컬러인
파파야 오렌지와 카본 무늬로 마감되었고
전용 WARP CHARGE 30 충전기와
전용 카본케이스를 같이 제공한다.
가격은 출시가 기준 $699
- 원플러스 7
- 원플러스 7 프로
- 원플러스 7T
- 원플러스 8
- 원플러스 8 프로
- 원플러스 8T
- 원플러스 9
- 원플러스 9 프로

원플러스 9 시리즈는
스웨덴의 중형카메라 전문 브랜드,
핫셀블라드와 협업한 것이 특징이다.
중급기 모델
- 원플러스 노드
- 원플러스 노드 CE
- 원플러스 X

보급기 모델
- 원플러스 노드 N10
- 원플러스 노드 N20
- 원플러스 노드 N100

무선 이어폰
원플러스 버즈
원플러스 버즈Z
스마트워치 & 밴드
원플러스 워치
원플러스 밴드

## 같이 보기
- 원플러스 TV
- 나라별 휴대 전화 제조사 목록